# New Morning
New Morning este al 11-lea album de studio al cantautorului Bob Dylan, lansat prin Columbia Records în octombrie 1970.
Lansat la doar patru luni de la controversatul Self Portrait, New Morning a fost mult mai bine primit de către fani și critici.
A ajuns până pe locul 7 în SUA câștigând rapid discul de aur fiind totodată al 6-lea album al lui Dylan ce a atins primul loc în Regatul Unit. Cel mai de succes cântec de pe album, privind dintr-o perspectivă comercială, este probabil "If Not for You" care a fost preluat și de George Harrison. De asemenea a fost un hit și pentru Olivia Newton-John în 1971 iar Bryan Ferry a inclus și el cântecul pe albumul său Dylanesque.

## Tracklist
1. "If Not for You" (2:39)
2. "Day of The Locusts" (3:57)
3. "Time Passes Slowly" (2:33)
4. "Went to See The Gypsy" (2:49)
5. "Winterlude" (2:21)
6. "If Dogs Run Free" (3:37)
7. "New Morning" (3:56)
8. "Sign on The Window" (3:39)
9. "One More Weekend" (3:09)
10. "The Man in Me" (3:07)
11. "Three Angels" (2:07)
12. "Father of Night" (1:27)

- Toate cântecele au fost scrise de Bob Dylan.

## Single-uri
- "If Not for You" (1970)
- "New Morning "(1970)